# Modelo Denver de Intervenção Precoce
O Modelo Denver de Intervenção Precoce (em inglês:  Early Start Denver Model), às vezes chamado apenas de ESDM pelo seu acrônimo em inglês, é uma forma de terapia dirigida a jovens crianças que apresentam sinais precoces de estar no espectro do autismo. O modelo foi proposto pelas psiquiatras americanas Sally J. Rogers e Geraldine Dawson. Destina-se a ajudar as crianças a melhorar traços de desenvolvimento o mais cedo possível, de modo a reduzir ou eliminar as lacunas nas capacidades entre o indivíduo e seus pares.

## Histórico
As psiquiatras americanas Sally J. Rogers e Geraldine Dawson começaram a desenvolver o Early Start Denver Model durante durante a década de 1980. Enquanto trabalhava na Universidade do Colorado, em Denver, Rogers oferecia o que inicialmente chamava de "modelo de escola de brincar" de intervenção, que era aplicado a crianças na pré-escola durante suas atividades lúdicas regulares. O modelo era baseado na teoria do desenvolvimento cognitivo de Piaget e veio a ser descrito por Rogers e Dawson como o "modelo de Denver", ou Modelo Denver, em alusão à cidade onde surgiu.
Em 2010, as duas pesquisadoras publicaram o livro Early Start Denver Model for Young Children with Autism: Promoting Language, Learning, and Engagement, no qual o ESDM é manualizado e descrito em detalhes. O livro foi traduzido para o português em 2014, sendo intitulado "Intervenção Precoce em Crianças com Autismo". O método geralmente dirigido a crianças entre 12 e 48 meses de idade, e está intimamente relacionado com Análise Aplicada do Comportamento (ABA), influenciando e sendo influenciado por este campo de trabalho, embora não seja, tecnicamente, uma forma de ABA.

## Descrição
O Modelo Denver visa utilizar “rotinas de atividades conjuntas” que explorem os interesses naturais da criança para explorar o seu potencial de aprendizagem, moldando suas atividades cotidianas com seus cuidadores para maximizar o seu potencial de desenvolvimento de acordo com o diagnóstico que se faça de seu nível de desenvolvimento.
Rogers e Dawson descrevem os principais recursos do ESDM como:
1. uma equipa interdisciplinar que implementa uma rotina de desenvolvimento que aborda todos os domínios;
2. foco no engajamento interpessoal;
3. desenvolvimento da imitação fluente, recíproca e espontânea de gestos, movimentos e expressões faciais e uso de objetos;
4. ênfase no desenvolvimento da comunicação não-verbal e verbal;
5. foco nos aspectos cognitivos do brincar realizado dentro das rotinas de jogo diádico;
6. envolvimento dos pais no processo.

### Avaliação
A intervenção no Modelo Denver começa com a avaliação dos níveis de habilidade da criança nos campos de linguagem, habilidades sociais, imitação, cognição, jogo, habilidades motoras e autonomia. A avaliação serve como linha de base para futuras reavaliações, que são refeitas a cada 12 semanas, e um modelo dela é apresentado no livro de Rogers e Dawson de 2010, sendo chamado de ESDM Curriculum Checklist.

### Plano de intervenção
Os resultados desta primeira avaliação são usados para desenhar o plano de intervenção, que descreve as atividades a serem realizadas com a criança pelos pais e terapeutas. Uma equipe interdisciplinar supervisiona o andamento da aplicação do plano e realiza ajustes nele a cada nova avaliação, que se realiza a cada 12 semanas. Os pais também são treinados e desempenham um papel no programa, adotando aspectos das atividades do plano de intervenção da criança em seu cotidiano.
Entre os domínios trabalhados no plano de intervenção destacam-se: imitação, comunicação não-verbal (incluindo atenção compartilhada), comunicação verbal, desenvolvimento social (incluindo partilha de emoções) e brincadeira.

## Eficácia
Vários estudos foram publicados com o objetivo de avaliar a eficácia do Modelo Denver na mitigação dos atrasos de desenvolvimento em crianças diagnosticadas com autismo. Pesquisas desse tipo são inerentemente complexas, pois envolvem a comparação de grupos que recebem diferentes tipos de tratamento, sendo eticamente questionável deixar de lado um grupo de controle que não receberia nenhum tratamento; portanto, pode ser desafiador realizar a medição objetiva dos efeitos do tratamento.
Rogers e Dawson estudam e publicam continuamente estudos sobre a eficácia do método. Publicaram, com outros 6 autores, um estudo randomizado controlado em 2012 que indica que início precoce de intervenção e mais horas semanais de sessões se correlacionam positivamente com melhorias na maioria das variáveis medidas pelo método. A este se seguiu um estudo, publicado em 2015, em que buscaram avaliar a eficácia do método no longo prazo examinando, aos 6 anos, crianças que receberam tratamento no Modelo Denver até os 4 anos de idade. Ao comparar um grupo que recebeu métodos tradicionais de tratamento com outro grupo que recebeu o tratamento Denver, com início entre 18 e 30 meses de idade, o estudo não apontou diferenças significativas entre os grupos no tocante aos sintomas centrais do autismo imediatamente após o término do tratamento (aos 4 anos de idade). O grupo do Modelo Denver apresentou, no entanto, melhorias significativas nos principais sintomas do autismo após 2 anos, o que implica que os benefícios do tratamento iniciado precocemente afetam traços de desenvolvimento que só se tornam perceptíveis em estágios posteriores de maturidade. Este foi o primeiro estudo que analisou a eficácia do Modelo Denver iniciado em idades inferiores a 30 meses.
Meta-análises e revisões sistemáticas mostraram que o Modelo Denver apresenta resultados robustos. Uma meta-análise de 12 estudos individuais com um total de 640 crianças publicada em 2020 concluiu que, em comparação com grupos de controle que receberam formas tradicionais de tratamento, as crianças que receberam o Denver apresentaram melhorias significativas nas habilidades cognitivas e de linguagem (números g de 0,412 e 0,408, respectivamente). Outra meta-análise avaliou 11 estudos randomizados controlados descritos como de alta qualidade e analisou os resultados em quatro domínios principais relacionados ao TEA (sintomas de autismo, linguagem, cognição e comunicação social). O estudo mostrou que as crianças que receberam o Modelo Denver apresentaram melhorias significativas nos domínios de cognição (g = 0,28), sintomas de autismo (g = 0,27) e linguagem (g = 0,29).

## Adoção nos países
O diagnóstico do autismo sofreu mudanças significativas nas últimas décadas, o que significa que as formas de tratamento também mudaram. Portanto, diferentes países têm incorporado as opções de tratamento de forma heterogênea, fazendo com que o Modelo Denver tenha sido adotado com diferentes intensidades no mundo. A lista abaixo apresenta uma breve descrição de como o sistema de saúde de cada país (público ou privado) lida com essa forma de tratamento:

### Austrália
O National Disability Insurance Scheme, programa público de seguro de saúde do governo australiano, reconhece o Modelo Denver como uma forma de "intervenção comportamental de desenvolvimento natural" com evidências científicas suficientes para apoiá-lo, e cobre os custos de tratamento e sessões de treinamento dos pais se a criança se enquadrar neste tipo de tratamento.

### Brasil
A Agência Nacional de Saúde Suplementar (ANS), órgão regulador das operadoras de planos privados de saúde, reconhece diferentes formas de TEA no âmbito dos transtornos globais do desenvolvimento. A ANS lista o Modelo Denver como uma das formas de tratamento que deve ser levada em consideração pelos profissionais de saúde para crianças com transtornos do desenvolvimento. Desde 1º de julho de 2022, os seguros de saúde são obrigados a fornecer a forma de tratamento prescrita pelo médico da criança, incluindo o Modelo Denver.

### França
Desde 2012, a Haute Autorité de Santé da França reconhece a eficácia do Modelo Denver e recomenda que as instituições públicas de saúde a considerem como uma de suas opções no tratamento de crianças com TEA.

### Estados Unidos
Todos os 50 estados dos EUA têm legislação que exige a cobertura de tratamentos do espectro do autismo por planos de saúde privados. O Centro de Controle e Prevenção de Doenças (CDC) inclui o Modelo Denver como uma das abordagens indicadas para tratamento do TEA.
Um estudo de aplicação do ESDM em idade precoce foi realizado para avaliar a razão entre custo e benefício na aplicação do Modelo Denver em idade precoce, comparativamente a usar os métodos tradicionais de tratamento em estágios posteriores. O estudo indica que o aumento médio do custo do tratamento em idades mais jovens foi significativamente menor do que a economia total em tratamentos em idades mais avançadas, com crianças precisando de menos sessões de ABA/EIBI, terapia ocupacional, fisioterapia e serviços de fonoaudiologia.